# Distrikt Cochabamba (Chota)
Der Distrikt Cochabamba liegt in der Provinz Chota in der Region Cajamarca in Nordwest-Peru. Der Distrikt wurde am 2. Januar 1857 gegründet. Er hat eine Fläche von 118 km². Beim Zensus 2017 wurden 5960 Einwohner gezählt. Im Jahr 1993 lag die Einwohnerzahl bei 7603, im Jahr 2007 bei 6674. Sitz der Distriktverwaltung ist die 1667 m hoch gelegene Kleinstadt Cochabamba mit 1480 Einwohnern (Stand 2017). Cochabamba liegt 28 km westnordwestlich der Provinzhauptstadt Chota.

## Geographische Lage
Der Distrikt Cochabamba liegt in der peruanischen Westkordillere im äußersten Osten des Westteils der Provinz Chota. Der Distrikt bildet damit ein Verbindungsstück zwischen dem westlichen und östlichen Teil der Provinz. Der Río Chotano fließt entlang der nordöstlichen Distriktgrenze und durchquert anschließend den Nordwesten des Distrikts in überwiegend nordwestlicher Richtung.
Der Distrikt Cochabamba grenzt im Süden an den Distrikt Chancaybaños (Provinz Santa Cruz), im Westen an den Distrikt Huambos, im Norden und Nordosten an den Distrikt Cutervo (Provinz Cutervo) sowie im äußersten Südosten an den Distrikt Lajas.